# Monumenten op de Joodse begraafplaats (Assen)
De monumenten op de Joodse begraafplaats in de stad Assen herinneren aan de in de Tweede Wereldoorlog omgekomen joden.

## Achtergrond
Op de Joodse begraafplaats van Assen werden twee monumenten opgericht, in 1951 en 1970, met daarop de namen van oorlogsslachtoffers. Het eerste monument was een initiatief van de 25 Joodse Assenaren die de oorlog overleefden. Op initiatief van de Oorlogsgravenstichting werd het tweede monument opgericht ter nagedachtenis aan Joden die in Kamp Westerbork overleden en in Assen werden begraven.

## Beschrijving

### Monument uit 1951
Het gedenkteken bestaat uit een witte, natuurstenen stele, bekroond met een davidster, te midden van vier staande platen waarop de namen van 189 Joodse oorlogsslachtoffers uit de Asser gemeenschap zijn aangebracht.  
Op de middenzuil is in het Hebreeuws en Nederlands een tekst aangebracht: 

WIJ BLIJVEN GEDENKEN
DE OVERLEDENEN IN WESTERBORK,
EN DE WEGGEVOERDEN NAAR
DE CONCENTRATIEKAMPEN.
MEER DAN 500 ZONEN EN DOCHTEREN
ONZER GEMEENTE.
IN DE JAREN 5700-5705
1945-1940.

### Monument uit 1970
Het gedenkteken bestaat uit drie witte, staande, natuurstenen gedenkplaten, met daarop de namen van 156 oorlogsslachtoffers.
Op de middelste, verhoogde zerk, is een tekst aangebracht: 

HIER RUSTEN DE VOLGENDE
TE WESTERBORK OMGEKOMENEN,
VOOR WIE GEEN AFZONDERLIJKE
ZERK IS OPGERICHT.